# كارلوس فولر
كارلوس فولر (بالإنجليزية: Carlos Fowler)‏ هو لاعب كرة قدم أمريكية أمريكي، ولد في 30 أغسطس 1972.

## وصلات خارجية
- كارلوس فولر على موقع JustSportsStats.com (الإنجليزية)